# Bretagne-Schuller/Saison 2011
Dieser Artikel listet Erfolge und Mannschaft des Radsportteams Bretagne-Schuller in der Saison 2011 auf.

Das Team-Trikot der Saison 2011

## Erfolge in der UCI Europe Tour
In der Saison 2011 gelangen dem Team nachstehende Erfolge in der UCI Europe Tour.
| Datum         | Rennen                                              | Kat. | Fahrer           |
| ------------- | --------------------------------------------------- | ---- | ---------------- |
| 23. März      | 3. Etappe Tour de Normandie                         | 2.2  | Guillaume Blot   |
| 24. März      | 5. Etappe Tour de Normandie                         | 2.2  | Jean-Marc Bideau |
| 1. April      | Route Adélie de Vitré                               | 1.1  | Renaud Dion      |
| 10. April     | 4. Etappe Circuit des Ardennes                      | 2.2  | Laurent Pichon   |
| 17. Juni      | 1. Etappe Boucles de la Mayenne                     | 2.2  | Eric Berthou     |
| 23.–25. Juli  | Gesamtwertung Kreiz Breizh Elites                   | 2.2  | Laurent Pichon   |
| 18. August    | Französische Meisterschaft – Einzelzeitfahren (U23) | NC   | Johan Le Bon     |
| 11. September | Grand Prix de Fourmies                              | 1.HC | Guillaume Blot   |

## Zugänge – Abgänge
| Zugänge         | Team 2010                     | Abgänge         | Team 2011                    |
| --------------- | ----------------------------- | --------------- | ---------------------------- |
| Sylvain Calzati | Sky Professional Cycling Team | Eduardo Gonzalo | Vélo-Club La Pomme Marseille |
| Eric Berthou    | CarmioOro NGC                 | Noan Lelarge    | VS Hyérois                   |
| Guillaume Blot  | Cofidis, le Crédit en Ligne   | Lilian Jégou    | Karriereende                 |
| Renaud Dion     | Roubaix Lille Métropole       | Nicolas Jouanno | Unbekannt                    |
| Armindo Fonseca | Neoprofi                      |                 |                              |

## Mannschaft
| Name                | Geburtstag        | Nationalität |              |
| ------------------- | ----------------- | ------------ | ------------ |
| Eric Berthou        | 23. Januar 1980   | Frankreich   |              |
| Jean-Marc Bideau    | 8. April 1984     | Frankreich   |              |
| Guillaume Blot      | 28. März 1985     | Frankreich   |              |
| Stéphane Bonsergent | 3. September 1977 | Frankreich   |              |
| Sylvain Calzati     | 1. Juli 1979      | Frankreich   |              |
| Jean-Luc Delpech    | 27. Oktober 1979  | Frankreich   |              |
| Renaud Dion         | 6. Januar 1978    | Frankreich   |              |
| Sébastien Duret     | 3. September 1980 | Frankreich   |              |
| Armindo Fonseca     | 1. Mai 1989       | Frankreich   |              |
| Florian Guillou     | 29. Dezember 1982 | Frankreich   |              |
| Mathieu Halleguen   | 11. Oktober 1988  | Frankreich   |              |
| Romain Hardy        | 24. August 1988   | Frankreich   |              |
| Johan Le Bon        | 3. Oktober 1990   | Frankreich   |              |
| Gaël Malacarne      | 2. April 1986     | Frankreich   |              |
| Laurent Pichon      | 19. Juli 1986     | Frankreich   |              |
| Florian Vachon      | 2. Januar 1985    | Frankreich   |              |
| Stagiaires          | Stagiaires        | Nationalität | Nationalität |
| Warren Barguil      | Warren Barguil    | Frankreich   |              |
| Florent Mallegol    | Florent Mallegol  | Frankreich   |              |

## Platzierungen in UCI-Ranglisten
UCI Europe Tour 2011
|      | Fahrer              | Punkte |
| ---- | ------------------- | ------ |
| 21.  | Laurent Pichon      | 284    |
| 58.  | Romain Hardy        | 180    |
| 120. | Guillaume Blot      | 113    |
| 201. | Renaud Dion         | 80     |
| 217. | Jean-Luc Delpech    | 74     |
| 218. | Florian Vachon      | 73     |
| 249. | Florian Guillou     | 62     |
| 249. | Armindo Fonseca     | 62     |
| 280. | Jean-Marc Bideau    | 56     |
| 309. | Johan Le Bon        | 50     |
| 469. | Stéphane Bonsergent | 32     |
| 714. | Mathieu Halleguen   | 15     |
| 743. | Eric Berthou        | 13     |
| 878. | Sébastien Duret     | 8      |